# هیروشی آیواما
هیروشی آیواما (انگلیسی: Hiroshi Aoyama؛ زاده ۲۵ اکتبر ۱۹۸۱) اهل ژاپن و راننده موتو جی‌پی است و هم‌اکنون برای تیم هوندا رانندگی می‌کند.